# 莫拉萊斯 (危地馬拉)
莫拉萊斯是危地馬拉的城鎮，由伊薩瓦爾省負責管轄，位於該國東部，面積1,295平方公里，海拔高度75米，受熱帶氣候影響，該鎮出產的農產品有香蕉、豆類、玉米等，2002年人口85,469。